# Skopje
Skopje makedonsko Скопје , albansko Shkup ali Shkupi) je glavno mesto republike Severne Makedonije.
Je politično, ekonomsko in kulturno središče Severne Makedonije s 526.500 prebivalci (mestna občina, 2021; regija Skopje z okoliškimi običnami šteje 607.000 ljudi) in glavno središče kovinsko-predelovalne, kemijske, lesne, tekstilne ter usnjarske industrije.

## Ime
Ime mesta izhaja iz Scupi, kar je bilo ime zgodnje peonske naselbine (kasneje prestolnice Dardanije in pozneje rimske kolonije) v bližini. Pomen tega imena ni znan, vendar obstaja hipoteza, da izhaja iz grškega ἐπίσκοπος (episkopos – »opazovalec«), ki se nanaša njegov na položaj na visokem mestu, s katerega je bilo mogoče opazovati celo mesto.
Po koncu antike so Scupi naselila različna ljudstva, zato je bilo njegovo ime večkrat prevedeno v več jezikov. V slovansko obliko je bilo sprejeto po protoalbanskih fonetičnih pravilih. Tako je Scupi za Turke postal Skopje, kasneje pa Üsküb (osmansko turško اسكوب). To ime se je v zahodnih jezikih prilagodilo v Uskub ali Uskup in ti dve oznaki sta se v zahodnem svetu uporabljali do leta 1912. Nekateri zahodni viri navajajo tudi Scopia in Skopia. Scopia je pravzaprav ime mesta v aromunščini. Danes lokalno albansko prebivalstvo imenuje mesto Shkup (nedoločna oblika imena) oziroma Shkupi (določna oblika).
Ko je bila Vardarska Makedonija leta 1912 priključena Kraljevini Srbiji, je mesto uradno postalo Skoplje (srbska cirilica Скопље) in to ime so prevzeli številni jeziki. Po drugi svetovni vojni, ko je standardna makedonščina postala uradni jezik nove Socialistične republike Makedonije, se je ime v skladu z lokalno izgovorjavo začelo črkovati kot Skopje (Скопје).

## Geografija
Skopje leži na severu države, v središču Balkanskega polotoka in na polovici poti med Beogradom in Atenami. Mesto je bilo zgrajeno v Skopski dolini, ki poteka v smeri zahod–vzhod ob toku reke Vardar, ki se v Grčiji izliva v Egejsko morje. Dolina je široka približno 20 kilometrov in jo na severu in jugu omejuje več gorskih verig. Te omejujejo urbano širitev Skopja, ki se razteza vzdolž Vardarja in Serave, majhne reke, ki prihaja s severa. V svojih administrativnih mejah se mesto Skopje razteza na več kot 33 kilometrih, vendar je široko le 10 kilometrov.
Skopje leži na nadmorski višini približno 245 m in obsega 571,46 km². Urbanizirano območje obsega le 337 km². V svojih administrativnih mejah mesto Skopje obsega številne vasi in druga naselja, med njimi so Dračevo, Gorni Nerezi in Bardovci. Po podatkih popisa 2022 je samo Skopje imelo 422.540 prebivalcev, v administrativnih mejah pa 526.502.
Mesto Skopje na severovzhodu doseže državno mejo s Kosovom. V smeri urinega kazalca meji še na občine Čučer-Sandevo, Lipkovo, Aračinovo, Ilinden, Studeničani, Sopište, Želino in Jegunovce.

### Hidrografija
Reka Vardar, ki teče skozi Skopje, je oddaljena približno 60 kilometrov od izvira blizu Gostivarja. V Skopju je njen povprečni pretok 51 m³/s, z velikimi nihanji glede na letni čas, med 99,6 m³/s v maju in 18,7 m³/s v juliju. Temperatura vode se giblje med 4,6 °C januarja in 18,1 °C julija.
V mejah mesta se v Vardar izliva več rek. Največja je Treska, ki je dolga 130 kilometrov in prečka sotesko Matka, preden doseže Vardar v zahodnem predmestju Skopje. Lepenec, ki priteka s Kosova, se izliva v Vardar na severozahodnem koncu mestnega območja. Serava, ki prav tako prihaja s severa, je tekla skozi stari bazar do 60-ih let prejšnjega stoletja, ko so jo preusmerili proti zahodu, ker so bile njene vode zelo onesnažene. Prvotno se je spajala z Vardarjem blizu sedeža Makedonske akademije znanosti in umetnosti, danes pa se v Vardar izliva pri razvalinah Scupija. Markova reka, katere izvir je na gori Vodno, se steka z Vardarjem na vzhodnem koncu mesta. Te tri reke so dolge manj kot 70 kilometrov.
V mejah mesta Skopje obstajata dve umetni jezeri. Jezero Matka je nastalo z zajezitvijo reke Treske v 30-ih letih prejšnjega stoletja, jezero Treska pa so leta 1978 izkopali za rekreacijo. V bližini Smiljkovcev, na severovzhodnem robu urbanega območja, so tri manjša naravna jezera.
Reka Vardar je v preteklosti povzročila številne poplave, na primer leta 1962, ko je njen odtok dosegel 1110 m³/s. Od bizantinskih časov je bilo izvedenih več del za omejitev tveganja poplav, od izgradnje jezu Kozjak na Treski leta 1994 pa naj bi bila poplavna ogroženost blizu nič.
Pod mestom je veliko podtalnice, ki jo napaja reka Vardar in deluje kot podzemna reka. Pod podtalnico leži vodonosnik iz laporja. Podzemna voda je od 4–12 m pod zemljo in je globoka 4–144 m. Črpajo jo z več vrtinami, vendar večina pitne vode Skopje dobi iz kraškega izvira v Raščah, zahodno od mesta.
- Treska zapušča kanjon
- Jezero Treska.
- Serava na severu mesta.

### Geologija
Skopsko dolino na zahodu meji na Šar planino, na jugu na pogorje Jakupice, na vzhodu na hribovje, ki pripada Osogovskemu pogorju, na severu pa na Skopsko Črno goro. Hrib Vodno, najvišja točka znotraj meja mesta, je visoka 1066 m in je del pogorja Jakupica.
Čeprav je Skopje zgrajeno ob vznožju hriba Vodno, je mestno območje večinoma ravninsko. Obsega več manjših vzpetin, večinoma poraslih z gozdovi in parki, kot so Gazi Baba (325 m), Zajčev Rid (327 m), vznožje hrba Vodno (najmanjši so visoki med 350 in 400 m) in rt na ki je zgrajena Skopska trdnjava.
Skopska dolina je blizu potresne prelomnice med afriško in evrazijsko tektonsko ploščo in doživlja redno seizmično aktivnost. To aktivnost krepi porozna struktura podtalja. Veliki potresi so se zgodili v Skopju leta 518, 1505 in 1963.
Skopska dolina spada v vardarsko geotektonsko regijo, katere podzemlje tvorijo neogene in kvartarne usedline. Substrat je sestavljen iz pliocenskih usedlin, vključno s peščenjakom, laporjem in različnimi konglomerati. Prekriva ga prva plast kvartarnih peskov in mulja, ki je globoka med 70 in 90 m. Plast prekriva veliko manjša plast gline, peska, mulja in proda, ki jih nosi reka Vardar. Globoko je med 1,5 in 5,2 m.
Ponekod je podtalje zakraselo. Pripeljalo je do nastanka kanjonov, kot je kanjon Matka, ki ga obdaja deset jam. Globoki so med 20 in 176 m.

### Podnebje
Skopje ima mejno vlažno subtropsko podnebje (Cfa po Köppnovi podnebni klasifikaciji) in hladno polsušno podnebje (BSk), s povprečno letno temperaturo 13,5 °C. Padavin je zaradi izrazite padavinske sence Prokletij na severozahodu razmeroma malo, in jih je precej manj kot na obali Jadranskega morja na isti zemljepisni širini. Poletja so dolga, vroča in relativno suha z nizko vlažnostjo. Povprečna julijska temperatura v Skopju je bila 31 °C. Povprečno je bilo v Skopju vsako leto 88 dni nad 30 °C in 10,2 dni nad 35,0 °C vsako leto. Zime so kratke, razmeroma hladne in mokre. V zimskem obdobju so snežne padavine pogoste, vendar je močno sneženje redko in se snežna odeja obdrži le nekaj ur ali nekaj dni, če je velika. Spomladi in jeseni se temperature gibljejo od 15 do 24 °C. Pozimi se dnevne temperature gibljejo približno med 5–10 °C, ponoči pa pogosto padejo pod 0 °C in včasih pod –10 °C. Pojav padavin je enakomerno razporejen skozi vse leto, največ jih je od oktobra do decembra ter od aprila do junija.

### Okolje
Mesto Skopje obsega različna naravna okolja, njegovo živalstvo in rastlinstvo pa sta bogata. Vendar pa ga ogrožata intenzifikacija kmetijstva in širjenje mesta. Največje zavarovano območje v mejah mesta je hrib Vodno, ki je priljubljena destinacija za prosti čas. Vrh povezuje s središčem mesta žičnica, skozi gozdove pa so speljane številne pešpoti. Druga velika naravna enota je kanjon Matka.
Samo mesto ima več parkov in vrtov, ki obsegajo 4361 hektarjev. Med njimi so Mestni park (Gradski park), ki so ga zgradili Osmanski Turki v začetku 20. stoletja; Park Žena borka pred parlamentom; univerzitetni arboretum in gozd Gazi Baba. Številne ulice in bulvarji so zasajeni z drevesi.
Skopje se sooča s številnimi okoljskimi težavami, ki jih pogosto zasenči gospodarska revščina države. Vendar pa je uskladitev zakonodaje Severne Makedonije z evropsko zakonodajo prinesla napredek na nekaterih področjih, kot so obdelava vode in odpadkov ter industrijske emisije. Skopje ostaja eno najbolj onesnaženih mest na svetu, decembra 2017 je bilo na vrhu.
Predelava jekla, ki je ključna dejavnost za lokalno gospodarstvo, je odgovorna za onesnaženje tal s težkimi kovinami, kot so svinec, cink in kadmij, ter za onesnaženje zraka z dušikovim oksidom in ogljikovim monoksidom. Za onesnaženost zraka so odgovorni tudi promet vozil in toplarne. Najvišje ravni onesnaženja so običajno jeseni in pozimi.
Gradijo se čistilne naprave, vendar se veliko onesnažene vode še vedno izpušča neprečiščene v Vardar. Odpadki se odlagajo na odprtem komunalnem odlagališču, 15 kilometrov severno od mesta. Dnevno sprejme 1500 m³ gospodinjskih odpadkov in 400 m³ industrijskih odpadkov. Ravni zdravja so v Skopju boljše kot v preostalem delu Severne Makedonije in ni bila najdena povezava med nizko kakovostjo okolja in zdravjem prebivalcev.

## Urbanizem

### Urbana morfologija
Urbano morfologijo Skopja sta močno prizadela potres 26. julija 1963, ki je uničil 80 % mesta, in obnova, ki je sledila. Soseske so bile obnovljene tako, da je demografska gostota ostala nizka, da bi omejili vpliv morebitnih prihodnjih potresov.
Obnovo po potresu leta 1963 je v glavnem vodil poljski arhitekt Adolf Ciborowski, ki je načrtoval obnovo Varšave že po drugi svetovni vojni. Ciborowski je mesto razdelil na enote, namenjene določenim dejavnostim. Bregovi reke Vardar so postali naravna območja in parki, območja med glavnimi bulvarji so bila zgrajena z visokimi stanovanjskimi in nakupovalnimi središči, predmestja pa so bila prepuščena individualnim stanovanjem in industriji. Obnova je morala biti hitra, da bi preselili družine in znova zagnali lokalno gospodarstvo. Da bi spodbudili gospodarski razvoj, so povečali število prometnic in predvideli prihodnjo širitev mest. 
Južni breg reke Vardar na splošno obsega visoke stolpnice, vključno z veliko sosesko Karpoš, ki je bila zgrajena v 1970-ih zahodno od centra. Proti vzhodu je bila v 1980-ih načrtovana nova občina Aerodrom, ki bi na mestu starega letališča naselila 80.000 prebivalcev. Med Karpošem in Aerodromom se razprostira mestno jedro, prezidano po načrtih japonskega arhitekta Kenza Tanga. Središče je obdano z vrsto dolgih stavb, ki nakazujejo obzidje (Gradski zid).
Na severnem bregu, kjer ležijo najstarejši deli mesta, so obnovili Staro čaršijo in njeno okolico prezidali z nizkimi stavbami, da ne bi kazili pogleda na Skopsko trdnjavo. Več institucij, vključno z univerzo in makedonsko akademijo, je bilo preseljenih na severni breg, da bi zmanjšali meje med etničnimi skupnostmi. Severni breg je namreč večinoma naseljen z muslimanskimi Albanci, Turki in Romi, medtem ko na južnem bregu pretežno prebivajo krščanski etnični Makedonci.
Potres je v mestu pustil nekaj zgodovinskih spomenikov, razen osmanske Stare čaršije, in obnova, ki je potekala med letoma 1960 in 1980, je Skopje spremenila v modernistično, a sivo mesto. Ob koncu 2000-ih je mestno jedro doživelo korenite spremembe. Občinske oblasti so sprejele zelo kontroverzen  urbanistični projekt "Skopje 2014", da bi mestu dale bolj monumentalen in zgodovinski vidik ter ga tako spremenile v pravo nacionalno prestolnico. Več neoklasicističnih stavb, uničenih v potresu leta 1963, je bilo obnovljenih, vključno z narodnim gledališčem, obnovljene so bile tudi ulice in trgi. Zgrajenih je bilo tudi veliko drugih elementov, vključno s fontanami, kipi, hoteli, vladnimi stavbami in mostovi. Projekt je bil kritiziran zaradi stroškov in historicistične estetike. Velika albanska manjšina je menila, da ni zastopana v novih spomenikih  in je sprožila stranske projekte, vključno z novim trgom nad bulvarjem, ki ločuje središče mesta od starega bazarja.
Nekateri predeli Skopja trpijo za določeno anarhijo, ker so bile številne hiše in stavbe zgrajene brez soglasja lokalnih oblasti.
- Vapčarova ulica, v središču mesta.
- Ulica v Stari čaršiji
- Stolpnica v Karpošu.
- Novozgrajena soseska Nove Lisiče, na Aerodromu.
- Arheološki muzej, eden od elementov "Skopje 2014".

### Urbana sociologija
Skopje je etnično pestro mesto, njegova urbana sociologija pa je odvisna predvsem od etnične in verske pripadnosti. Makedonci predstavljajo 66 % mestnega prebivalstva, medtem ko Albanci in Romi predstavljajo 20 % oziroma 6 %. Vsaka etnična skupina se na splošno omejuje na določena območja mesta. Makedonci živijo južno od Vardarja, na območjih, ki so bila množično obnovljena po letu 1963, muslimani živijo na severni strani, v najstarejših soseskah mesta. Te soseske veljajo za bolj tradicionalne, medtem ko južna stran Makedoncem prikliče sodobnost in odtrganost od podeželskega življenja.
Severna območja so najrevnejša. To še posebej velja za Topaano v občini Čair in za občino Šuto Orizari, ki sta glavni romski soseski. Sestavljajo jih številne črne gradnje, ki niso priključene na elektriko in vodo, ki se prenašajo iz roda v rod. Topaana, blizu Stare čaršije, je zelo staro območje: prvič je bilo omenjeno kot romska soseska v začetku 14. stoletja. Ima med 3000 in 5000 prebivalcev. Šuto Orizari, na severnem robu mesta, je samostojna občina z romskim jezikom kot lokalnim uradnim jezikom. Razvili so ga po potresu leta 1963 za namestitev Romov, ki so izgubili svojo hišo.
Gostota prebivalstva se od območja do območja zelo razlikuje. Enako velja za velikost bivalnega prostora na osebo. Mestno povprečje je bilo leta 2002 19,41 kvadratnih metrov na osebo, vendar 24 kvadratnih metrov v Centru na južnem bregu in le 14 kvadratnih metrov v Čairu na severnem bregu. V Šuto Orizari je bilo povprečje 13 kvadratnih metrov.

### Kraji in vasi
Zunaj mestnega območja mesto Skopje obsega številna manjša naselja. Nekatera med njimi postajajo skrajna predmestja, kot na primer Čento ob cesti proti Beogradu, ki ima več kot 23.000 prebivalcev in Dračevo, ki ima skoraj 20.000 prebivalcev. Druga velika naselja so severno od mesta, kot so Radišani z 9000 prebivalci, medtem ko manjše vasi najdemo na hribu Vodno ali v občini Saraj, ki je najbolj podeželska od desetih občin, ki tvorijo mesto Skopje.
Zunanja predmestja postajajo tudi nekateri kraji izven meja mesta, zlasti v občini Ilinden in Petrovec. Imajo koristi od prisotnosti glavnih cest, železnic in letališča v Petrovcu.

### Onesnaženje
Onesnaženost zraka je v Skopju resen problem, zlasti pozimi. Koncentracije določenih vrst trdnih delcev (PM2 in PM10) so redno dvanajstkrat višje od najvišjih vrednosti, ki jih priporoča SZO. Pozimi dim redno zastira vid in lahko povzroča težave voznikom. Severna Makedonija je skupaj z Indijo ter Bosno in Hercegovino eno najbolj onesnaženih območij na svetu.
Visoko stopnjo onesnaženosti v Skopju povzroča kombinacija dima iz hiš, izpustov iz industrije, od avtobusov in drugih oblik javnega prevoza ter avtomobilov in pomanjkanja zanimanja za skrb za okolje. Centralno ogrevanje pogosto ni cenovno ugodno, zato v gospodinjstvih pogosto kurijo drva, pa tudi izrabljene avtomobilske gume, razne plastične odpadke, nafto in druge možne vnetljive odpadke, ki sproščajo strupene kemikalije, škodljive za prebivalstvo, še posebej za otroke in starejše.
Smog v mestu je zmanjšal kakovost zraka in vplival na zdravje številnih prebivalcev, od katerih so mnogi umrli zaradi bolezni, povezanih z onesnaženjem.
Lokalni eko aktivist Gorjan Jovanovski je predstavil aplikacijo AirCare (MojVozduh), ki občanom pomaga spremljati stopnjo onesnaženosti. Uporablja sistem semaforjev, pri čemer je vijolična za močno onesnažen zrak, rdeča za zaznane visoke ravni, oranžna za zaznane zmerne ravni in zelena za čas, ko je zrak varen za vdihavanje. Aplikacija se zanaša na vladne senzorje in senzorje prostovoljcev za sledenje urni onesnaženosti zraka. Na žalost vladni senzorji pogosto ne delujejo in ne delujejo dobro, kar povzroča potrebo po poceni, a manj natančnih prostovoljnih senzorjih, ki jih morajo postaviti državljani. Napake na vladnih senzorjih so še posebej pogoste, ko je izmerjena onesnaženost izjemno visoka, glede na AQILHC (Air Quality Index Levels of Health Concern).
29. novembra 2019 je pohod, ki ga je organizirala skopska skupnost aktivistov za alarm za smog, privabil na tisoče ljudi, ki so nasprotovali neukrepanju vlade pri spopadanju z onesnaženostjo mesta, ki se je od leta 2017 poslabšala in prispevala k približno 1300 smrti letno.

## Zgodovina
Peonija 350–230 BC

Dardanska kraljevina 230–28 pr. n. št.

Rimsko cesarstvo 28–518 AD

Bizantinsko cesarstvo 518–830

Prvo bolgarsko cesarstvo 830–1004

Bizantinsko cesarstvo 1004–1093

Raška 1093–1097

Bizantinsko cesarstvo 1098–1203

Drugo bolgarsko cesarstvo 1203–1246

Nikejsko cesarstvo 1246–1255

Drugo bolgarsko cesarstvo 1255–1256

Nikejsko cesarstvo 1256–1261

Bizantinsko cesarstvo 1261–1282

Kraljevina Srbija 1282–1346

Srbsko cesarstvo 1346–1392

Osmansko cesarstvo 1392–1912

Kraljevina Srbija 1912–1915

Okupirano s strani Bolgarije 1915–1918

Kraljevina Jugoslavija 1918–1941

Pripojila ga je Bolgarija 1941–1944

SFR Jugoslavija 1944–1992

Severna Makedonija 1992–

### Izvor
Skalnat ostrog, na katerem stoji trdnjava, je bil prvi kraj, ki je bil naseljen na območju današnjega Skopja. Najzgodnejši ostanki človekovega delovanja, najdeni na tem mestu, izvirajo iz bakrene dobe (4. tisočletje pr. n. št.).
Čeprav je bakrenodobna naselbina morala imeti določen pomen, je med bronasto dobo propadla. Arheološke raziskave kažejo, da je naselbina vedno pripadala isti kulturi, ki se je postopoma razvijala zaradi stikov z balkansko in donavsko kulturo ter kasneje z egejsko. Lokalizacija je sčasoma izginila v železni dobi , ko se je pojavil Scupi. Bilo je na Zajčevem Ridu, kakih 5 kilometrov zahodno od trdnjavskega ostroga, v središču Balkanskega polotoka in na cesti med Donavo in Egejskim morjem  je bilo uspešno mesto, čeprav njegova zgodovina ni dobro znana.
Najzgodnejši ljudje v Skopski dolini so bili verjetno Tribali. Kasneje so območje naselili Peonijci. Scupi je bil prvotno peonijska naselbina, kasneje pa je postal dardansko mesto. Dardanci, ki so živeli na današnjem Kosovu, so vdrli v okolico Skopja v 3. stoletju pr. n. št. Scupi, starodavno ime za Skopje, je v 2. stoletju pred našim štetjem postal glavno mesto Dardanije, ki se je raztezala od Naissusa (sodobni Niš) do Bylazora oziroma Vilazora. Dardanci so po rimski osvojitvi Makedonije ostali neodvisni in zdi se najverjetneje, da je Dardanija izgubila neodvisnost leta 28 pr. n. š.

### Rimski Scupi
Rimska ekspanzija na vzhod je pripeljala Scupi pod rimsko oblast kot kolonijo legionarjev, predvsem veteranov  VII. legije Claudia v času Domicijana (81–96 n. št.). Vendar pa je bilo več legij iz rimske province Makedonije Krasove vojske tam morda že nameščenih okoli 29–28 pr. n. št., preden je bilo uvedeno uradno cesarsko poveljstvo. Mesto je v tem obdobju prvič omenil Tit Livij, ki je umrl leta 17 našega štetja. Scupi je najprej služil kot vojaška baza za ohranjanje miru v regiji in je bil uradno imenovan Colonia Flavia Scupinorum, Flavia pa je ime cesarjeve dinastije. Kmalu zatem je med Avgustovo vladavino postal del province Mezije. Po razdelitvi province s strani Domicijana leta 86 n. št. je bil Scupi povzdignjen v kolonialni status in postal sedež vlade znotraj nove province Mezije Superior. Okrožje, imenovano Dardanija (znotraj Mezije Superior), je Dioklecijan oblikoval v posebno provinco s prestolnico v Naissu. V rimskih časih je vzhodni del Dardanije, od Scupija do Naissusa, ostal poseljen večinoma z lokalnim prebivalstvom, predvsem tračanskega porekla.
Mestno prebivalstvo je bilo zelo pestro. Gravure na nagrobnikih kažejo, da je le manjšina prebivalstva prišla iz Italije, medtem ko je bilo veliko veteranov iz Dalmacije, Južne Galije in Sirije. Zaradi etnične raznolikosti prebivalstva se je latinščina obdržala kot glavni jezik v mestu na račun grščine, ki so jo govorili v večini mezijskih in makedonskih mest. V naslednjih stoletjih je Scupi doživel razcvet. Posebno cvetoče je bilo obdobje od konca 3. stoletja do konca 4. stoletja. Prva cerkev je bila ustanovljena pod vladavino Konstantina Velikega in Scupi je postal sedež škofije. Leta 395, po razdelitvi Rimskega cesarstva na dvoje, je Scupi postal del Vzhodnega rimskega cesarstva.
V Scupiju so našli starodavni nagrobni napis ilirskega plemena Albanov.
V času svojega razcveta je Scupi pokrival 40 hektarjev in je bil obdan s 3,5 metra širokim zidom. Imel je veliko spomenikov, vključno s štirimi nekropolami, gledališčem, termami in veliko krščansko baziliko.

### Srednji vek
Leta 518 je Scupi uničil silovit potres, verjetno najbolj uničujoč, kar jih je mesto doživelo. Takrat so pokrajino ogrožali barbarski vpadi in prebivalci mesta so že pred nesrečo bežali v gozdove in gore. Mesto je sčasoma obnovil Justinijan I. Med njegovo vladavino so mnoga bizantinska mesta preselili na hribe in druga mesta, ki jih je bilo mogoče braniti, da bi se soočila z vpadi. Tako so ga prenesli na drugo mesto: na ostrog, na katerem stoji trdnjava. Vendar so Scupi ob koncu 6. stoletja oplenili Slovani in zdi se, da je mesto leta 595 padlo pod slovansko oblast. Slovansko pleme, ki je oplenilo Scupi, so bili verjetno Berziti, ki so vdrli v celotno dolino Vardarja. Vendar se Slovani niso za stalno naselili v že izropano in izpraznjeno regijo, ampak so se nadaljevali proti jugu do sredozemske obale. Po slovanskem vdoru je bilo nekaj časa opustelo in se v naslednjih stoletjih ne omenja. Morda so se v poznem 7. ali zgodnjem 8. stoletju Bizantinci ponovno naselili na to strateško lokacijo. Skupaj s preostalim delom Zgornje vardarske doline je v 830-ih letih postal del širitve Prvega bolgarskega cesarstva.
Od konca 10. stoletja je Skopje doživljalo obdobje vojn in političnih težav. Od leta 972 do 992 je bil bolgarska prestolnica, Samuel pa mu je vladal od leta 976  do leta 1004, ko ga je guverner Roman leta 1004 predal bizantinskemu cesarju Baziliju II. v zameno za naslova patricij in strateg. Postalo je središče nove bizantinske province, imenovane Bolgarija. Kasneje so Skopje dvakrat za kratek čas zavzeli slovanski uporniki, ki so želeli obnoviti bolgarsko državo. Sprva leta 1040 pod poveljstvom Petra Delyana in leta 1072 pod poveljstvom Georgija Voyteha. Leta 1081 so Skopje zavzele normanske čete, ki jih je vodil Robert Guiscard in mesto je ostalo v njihovih rokah do leta 1088. Skopje je nato leta 1093 osvojil srbski veliki knez Vukan, štiri leta kasneje pa ponovno Normani. Vendar so se Normani zaradi epidemij in pomanjkanja hrane hitro predali Bizantincem.
V 12. in 13. stoletju so Bolgari in Srbi izkoristili bizantinski zaton in ustvarili velika kraljestva, ki so se raztezala od Donave do Egejskega morja. Kalojan je leta 1203  vrnil Skopje v ponovno ustanovljeno Bolgarijo, dokler njegov nečak Strez ni razglasil avtonomije ob zgornjem Vardarju s srbsko pomočjo le pet let pozneje. Leta 1209 je Strez zamenjal zvestobo in priznal Borila Bolgarskega, s katerim je vodil uspešno skupno akcijo proti prvemu srbskemu mednarodno priznanemu kralju Štefanu Nemanjiću. Od leta 1214 do 1230 je bilo Skopje del bizantinske države naslednice Epir, preden ga je ponovno zavzel Ivan Asen II. in ga je držala Bolgarija do leta 1246, ko je bila dolina zgornjega Vardarja ponovno vključena v bizantinsko državo – Nikejsko cesarstvo. Bizantinsko osvajanje so leta 1255 za kratek čas zaustavili regenti mladega Mihaela Asena II. Bolgarskega. Medtem je v vzporedni državljanski vojni za krono v Tarnovem skopski bojar in vnuk Štefana Nemanje Konstantin Tih dobil premoč in vladal do edinega uspešnega kmečkega upora v Evropi, Ivajlove vstaje, ki ga je odstavil.
Leta 1282 je Skopje zavzel srbski kralj Štefan Milutin. Pod politično stabilnostjo vladavine Nemanjićev se je naselje razširilo izven obzidja trdnjave, proti griču Gazi Baba. Gradili so cerkve, samostane in trge, trgovci iz Benetk in Dubrovnika pa so odpirali trgovine. Mesto je imelo veliko koristi zaradi svoje lege v bližini evropskega, bližnjevzhodnega in afriškega trga. V 14. stoletju je Skopje postalo tako pomembno mesto, da ga je kralj Štefan Dušan postavil za prestolnico Srbskega cesarstva. Leta 1346 je bil v Skopju okronan za »carja Srbov in Grkov«. Po njegovi smrti je srbsko cesarstvo razpadlo na več kneževin, ki se niso mogle braniti pred Turki. Skopje je najprej podedovalo gospostvo Prilep, nazadnje pa ga je zavzel Vuk Branković po bitki na Marici (1371) , preden je leta 1392 postalo del Osmanskega cesarstva.
Leta 1330 je srbski kralj Štefan Dečanski omenil, da so Albanci v okrožju Skopje in redno hodijo na sejem svetega Jurija, ki je bil v bližini mesta.

### Osmansko obdobje
Gospodarskemu življenju Skopja je zelo koristil njegov položaj sredi Rumelije, evropske province Osmanov. Kamniti most, »eden najmogočnejših kamnitih mostov v Jugoslaviji«, je bil med letoma 1451 in 1469 obnovljen pod pokroviteljstvom sultana Mehmeda II. Osvajalca. Mošeja Mustafa paše, zgrajena leta 1492, slovi kot »nedvomno ena najsijajnejših sakralnih islamskih stavb na Balkanu«. Vendar vse ni bilo rožnato, kajti »leta 1535 so bile vse cerkve porušene z dekretom (osmanskega) ) guvernerja«. Do 17. stoletja je Skopje doživljalo dolgo zlato dobo. Okoli leta 1650 je bilo v Skopju med 30.000 in 60.000 prebivalcev, mesto pa je imelo več kot 10.000 hiš. Takrat je bilo skupaj z Beogradom in Sarajevom eno edinih velikih mest na ozemlju bodoče Jugoslavije. Takrat Dubrovnik, ki je bil živahno pristanišče, ni imel niti 7000 prebivalcev. Po turškem osvajanju se je mestno prebivalstvo spremenilo. Kristjane so prisilno spreobrnili v islam ali pa so jih nadomestili Turki in Judje. Takrat so bili skopski kristjani večinoma nespreobrnjeni Slovani in Albanci, pa tudi dubrovniški in armenski trgovci. Osmani so drastično spremenili videz mesta. Organizirali so bazar s svojimi karavanseraji, mošejami in kopališči.  V katastrskem registru iz let 1451-52 se omenja skopska soseska Gjin-ko - (Gjinaj), ki je dobila ime po srednjeveški albanski družini Gjini. Gjinko in Todori veljata za ustanovitelja soseske, kjer je bila prisotna mešana krščanska slovansko-albanska antroponomija s primeri slovanizacije (npr. Paliq'; Pal + slovanska pripona iq).
Mesto je močno prizadela velika turška vojna ob koncu 17. stoletja in je posledično doživljalo recesijo vse do 19. stoletja. Leta 1689 so Skopje zavzeli Habsburžani, ko je bilo že oslabljeno zaradi epidemije kolere. Istega dne je general  Giovanni Piccolomini zažgal mesto, da bi končal epidemijo. Možno pa je, da se je želel maščevati za škodo, ki so jo leta 1683 na Dunaju povzročili Osmani. Skopje je gorelo dva dni, vendar je sam general umrl zaradi kuge, njegova vojska brez vodje pa je bila poražena. Avstrijska prisotnost v Makedoniji je spodbudila slovanske upore. Kljub temu so Avstrijci v letu dni zapustili državo in hajduki, voditelji uporov, so jim morali slediti pri umiku na sever Balkana. Nekatere so Osmani aretirali, na primer Petra Karpoša, ki je bil nabit na skopski kamniti most.
Po vojni je bilo Skopje v ruševinah. Večina uradnih stavb je bila obnovljena ali na novo zgrajena, vendar je mesto doživelo nove epidemije kuge in kolere in številni prebivalci so se izselili. Osmansko cesarstvo je kot celota zašlo v recesijo in politični zaton. V 18. stoletju je v Makedoniji prišlo do številnih uporov in ropov, ki so jih vodili turški razbojniki, janičarji ali hajduki. Ocena francoskih častnikov okoli leta 1836 je pokazala, da je imelo Skopje takrat le okoli 10.000 prebivalcev. Presegli sta ga drugi dve mesti današnje Severne Makedonije: Bitola (40.000) in Štip (15–20.000).
Skopje je začelo okrevati po desetletjih propadanja po letu 1850. Takrat je mesto doživljalo počasno, a vztrajno demografsko rast, predvsem zaradi ruralnega eksodusa slovanskih Makedoncev. K temu je prispevalo tudi izseljevanje muslimanov iz Srbije in Bolgarije, ki sta v tem času pridobivali avtonomijo in neodvisnost od cesarstva. Med reformami Tanzimata se je v cesarstvu pojavil nacionalizem in leta 1870 je bila ustanovljena nova bolgarska cerkev in njena ločena škofija, ki je temeljila na etnični identiteti in ne na verskih načelih. Slovansko prebivalstvo skopske škofije je leta 1874 z veliko večino, z 91 % glasovalo za pridružitev eksarhatu in postalo del bolgarskega mileta. Gospodarsko rast je omogočila izgradnja železnice Skopje-Solun leta 1873. Železniška postaja je bila zgrajena južno od Vardarja in je prispevala k selitvi gospodarskih dejavnosti na to stran reke, ki prej ni bila nikoli urbanizirana. Zaradi eksodusa s podeželja se je povečal delež kristjanov v mestnem prebivalstvu. Nekateri prišleki so postali del lokalne elite in pomagali pri širjenju nacionalističnih idej. Skopje je bilo eno od petih glavnih središč Notranje makedonske revolucionarne organizacije, ko je leta 1903 organiziralo Ilindensko vstajo. Njena revolucionarna mreža v regiji Skopje ni bila dobro razvita, pomanjkanje orožja pa je predstavljalo resen problem. Ob izbruhu upora so uporniške sile iztirile vojaški vlak. 3. oziroma 5. avgusta so napadli osmansko enoto, ki je varovala most na reki Vardar in se spopadli pri samostanu "Sv. Jovan". V naslednjih dneh so skupino zasledovali številni bašibozuki in se preselili v Bolgarijo.
Leta 1877 je bilo Skopje izbrano za glavno mesto novega Kosovskega vilajeta, ki je obsegal današnje Kosovo, severozahodno Makedonijo in sandžak Novi Pazar. Leta 1905 je imelo mesto 32.000 prebivalcev, s čimer je bilo največje v vilajetu, čeprav mu je tik za petami sledil Prizren s svojimi 30.000 prebivalci. Nemški jezikoslovec Gustav Weigand je opisal, da so bili skopski muslimanski prebivalci Turki ali Osmani (Osmanli) v poznem osmanskem obdobju večinoma Albanci, ki so v javnosti govorili turško, doma pa albansko. V začetku 20. stoletja je bilo lokalno gospodarstvo usmerjeno v barvanje, tkalstvo, strojenje, železarstvo ter predelavo vina in moke.
Po mladoturški revoluciji leta 1908 je Osmansko cesarstvo doživelo demokracijo in ustanovljenih je bilo več političnih strank. Vendar so nekatere politike, ki so jih izvajali Mladoturki, na primer zvišanje davkov in prepoved političnih strank na etnični osnovi, povzročile nezadovoljstvo manjšin. Albanci so nasprotovali nacionalističnemu značaju gibanja in leta 1910 in 1912 vodili lokalne vstaje. Med slednjimi jim je uspelo zavzeti večino Kosova in 11. avgusta zavzeti Skopje. 18. avgusta so uporniki podpisali Üskübski sporazum, ki je zagotavljal za ustanovitev avtonomne albanske pokrajine in so bili dan kasneje amnestirani.
- Mošeja Mustafe Paše iz 15. stoletja.
- Skopje, potem ko so ga avgusta 1912 zavzeli albanski revolucionarji, potem ko so porazili osmanske sile, ki so držale mesto
- Bolgarska manifestacija v podporo mladoturški revoluciji
- Cerkev Rojstva Bogorodice, sedež bolgarske pravoslavne škofije Skopje, zgrajena v 19. stoletju.
- Rezbarji na Stari čaršiji okoli leta 1900.

### Balkanske vojne do danes
Leta 1912 med balkanskima vojnama je Skopje zavzela srbska vojska, po koncu prve svetovne vojne je postalo del novo osnovane  Kraljevine Srbov, Hrvatov in Slovencev (Kraljevina Jugoslavija, 1929). Postalo je glavno mesto vardarske banovine, ene od devetih regij. Razvoj se je nadaljeval pod evropskim vplivom, začela se je industrializacija. Med drugo svetovno vojno so ga zavzeli Bolgari, leta 1944 so ga osvobodili partizani.
Postalo je glavno mesto Demokratične Makedonije oz. Ljudske republike Makedonije (NRM; od 1963 Socialistična Republika Makedonija)  v sestavi Demokratične Federativne Jugoslavije (FLRJ oz. od 1963 Socialistična Federativna Republika Jugoslavija). Mesto se je hitro razvijalo po drugi svetovni vojni. Leta 1949 je bila v Skopju ustanovljena prva makedonska univerza, sprva le s tremi fakultetami, leta 1967 pa tudi Makedonska akademija znanosti in umetnosti (MANU).
Leta 1963 ga je prizadel potres katastrofalnih razsežnosti, ki je zahteval 1.070 žrtev ter razrušil 80% stavb. Obnova, ki je trajala več deset let je oblikovala mesto po urbanističnih konceptih iz poznih šestdesetih let (Kenzo Tange, Adolf Ciborowsky). Odprtih je bilo več industrijskih obratov (železarna, predelava aluminija), kar je skupaj z gradbeništvom povzročilo veliko rast prebivalstva (npr. samo v 10 letih za 58,3 % od 1961 do 1971).
Leta 1991, z osamosvojitvijo Makedonije, je Skopje postalo glavno mesto države. Vlada republike Makedonije je leta 2008 sprožila projekt »Skopje 2014«, katerega cilj je urbanistična in estetska prenova centra mesta, s katero bi mesto dobilo značilnosti prestolnice.

## Uprava
Kot glavno in največje mesto Severne Makedonije uživa Skopje poseben status, ki ga zagotavlja zakon. Zadnja revizija statusa je bila opravljena leta 2004. Od takrat je mesto Skopje razdeljeno na 10 občin, ki imajo vse svet in župana, tako kot vse občine v državi. Občine se ukvarjajo samo z zadevami, ki so specifične za njihovo ozemlje, mesto Skopje pa z zadevami, ki zadevajo vse njih, oziroma ki jih ni mogoče razdeliti med dve ali več občin.
Mesto Skopje je del statistične regije Skopje, ki nima politične ali upravne pristojnosti.

### Občine
Skopje je bilo prvič razdeljeno na upravne enote leta 1945, prve občine pa so nastale leta 1976. Bilo jih je pet: Centar, Čair, Karpoš, Gazi Baba in Kisela Voda. Po osamosvojitvi Republike Makedonije je prišlo do centralizacije oblasti in občine so izgubile velik del svojih pristojnosti. Zakon iz leta 1996 jih je obnovil in ustvaril dve novi občini: Ǵorče Petrov in Šuto Orizari. Po spopadu med albanskimi uporniki in makedonskimi silami leta 2001 je bil leta 2004 sprejet nov zakon o vključitvi občine Saraj v mesto Skopje. Saraj je večinoma naseljen z Albanci in od takrat Albanci predstavljajo več kot 20 % mestnega prebivalstva. Tako je albanščina postala drugi uradni jezik mestne uprave, kar je bila ena od zahtev albanskih upornikov. Istega leta se je občina Aerodrom ločila od Kisele vode, občina Butel pa od Čaira.
Občine vodi svet 23 članov, izvoljenih vsaka štiri leta. Imajo tudi župana in več resorjev (izobraževanje, kultura, finance ...). S temi resorji se ukvarja predvsem župan.
| Ime           | Površina (km2) | Prebivalstvo (2021) | Shema |
| ------------- | -------------- | ------------------- | ----- |
| Aerodrom      | 20             | 77.735              |       |
| Butel         | 54,79          | 37.968              |       |
| Centar        | 7,52           | 43.893              |       |
| Čair          | 3,52           | 62.586              |       |
| Gazi Baba     | 110,86         | 69.626              |       |
| Gjorče Petrov | 66,93          | 44.844              |       |
| Karpoš        | 35,21          | 63.760              |       |
| Kisela Voda   | 34,24          | 61.965              |       |
| Saraj         | 229,06         | 38.399              |       |
| Šuto Orizari  | 7,48           | 25.726              |       |
| Mesto Skopje  | 569,61         | 526.502             |       |

## Prebivalstvo
Po podatkih popisa leta 2021 je imelo Mesto Skopje 526 502 prebivalcev, kar predstavlja približno četrtino prebivalstva Severne Makedonije. Skopje zaposluje ljudi iz velikega dela države vključno z Velesom, Kumanovom in Tetovom, zato vanj gravitira prek milijona ljudi.
Pred avstrijsko-turško vojno in velikim požarom 1689 je bilo Skopje eno največjih mest na Balkanu, ki je štelo med 30 000 in 60 000 prebivalci. Po požaru je sledilo obdobje nazadovanja in leta 1836 je imelo zgolj 10 000 prebivalcev. Po letu 1850 se je število prebivalcev začelo znova povečevati in doseglo 32 000 leta 1905. V 20. stoletju je bilo Skopje eno najhitreje rastočih mest v Jugoslaviji. Rast števila prebivalcev, čeprav zložnejša, se nadaljuje v samostojni Makedoniji.

### Etnična sestava
| Etnična skupina                            | 2002    | 2002  | 2021    | 2021  |
| Etnična skupina                            | Št.     | %     | Št.     | %     |
| ------------------------------------------ | ------- | ----- | ------- | ----- |
| Makedonci                                  | 338.358 | 66,75 | 309.107 | 58,71 |
| Albanci                                    | 103.891 | 20,49 | 120.293 | 22,85 |
| Turki                                      | 8595    | 1,70  | 8524    | 1,62  |
| Romi                                       | 23.475  | 4,63  | 18.498  | 3,51  |
| Vlahi                                      | 2557    | 0,50  | 2778    | 0,53  |
| Srbi                                       | 14.298  | 2,82  | 9478    | 1,80  |
| Bošnjaki                                   | 7585    | 1,50  | 7365    | 1,50  |
| drugi                                      | 8167    | 1,61  | 6284    | 1,19  |
| podatki prevzeti iz administrativnih virov | /       | /     | 44.175  | 8,39  |
| Skupno                                     | 506.926 | 100   | 526.502 | 100   |

### Religija
Verska pripadnost je raznolika: Makedonci, Srbi in Aromuni so večinoma pravoslavci, večina pa je pripadnikov Makedonske pravoslavne cerkve; Turki so skoraj v celoti muslimani; tisti albanske narodnosti so večinoma muslimani, čeprav ima Skopje tudi precejšnjo rimokatoliško albansko manjšino, v kateri se je rodila mati Tereza; Romi predstavljajo mešanico (v skoraj enakem številu) muslimanske in pravoslavne verske dediščine.
Po popisu iz leta 2002 je 68,5 % prebivalcev Skopja pripadalo vzhodni pravoslavni cerkvi, medtem ko jih je islamski veri 28,6 %. Mesto je imelo tudi katoliško (0,5 %) in protestantsko (0,04 %) manjšino. Katoličani imajo v Skopju sedež latinske (rimskokatoliške) škofija, ki ji pripada tudi bizantinski (grškokatoliški) apostolski eksarhat Makedonije.
Do druge svetovne vojne je imelo Skopje pomembno judovsko manjšino, ki je v glavnem izvirala iz španskih Sefardov, ki so ušli inkviziciji. Skupnost je leta 1939 štela 2424 članov (kar je predstavljalo približno 3 % prebivalstva mesta), vendar so jih nacisti večino izgnali in pobili. Po vojni se je večina preživelih naselila v Izraelu. Danes ima mesto okoli 200 judovskih prebivalcev (približno 0,04 % prebivalstva).
Zaradi 520-letne osmanske preteklosti in dejstva, da je danes veliko njegovih prebivalcev muslimanov, ima Skopje več mošej kot cerkva. Verske skupnosti se pogosto pritožujejo nad pomanjkanjem infrastrukture in pogosto se gradijo novi bogoslužni prostori. Skopje je sedež številnih makedonskih verskih organizacij, kot sta Makedonska pravoslavna cerkev in Islamska verska unija Makedonije. Ima pravoslavno katedralo in semenišče, več medres, rimskokatoliško stolnico in sinagogo.

## Kultura

### Kulturne ustanove
Skopje je dom največjih kulturnih ustanov v državi, kot so Narodna in univerzitetna knjižnica Sv. Kliment Ohridski, Makedonska akademija znanosti in umetnosti (MANU), Narodno gledališče, Nacionalni filharmonični orkester ter Makedonska opera in balet. Med lokalnimi institucijami so Knjižnica bratov Miladinov, ki ima več kot milijon dokumentov, Kulturno-informacijski center, ki upravlja festivale, razstave in koncerte, in Hiša kulture Kočo Racin, ki je posvečena sodobni umetnosti in mladim talentom.
Skopje ima tudi več tujih kulturnih centrov, kot so Goethe-Institut, British Council,  Alliance française, American Corner.
Mesto ima več gledališč in koncertnih dvoran. Univerzalna sala s 1570 sedeži je bila zgrajena leta 1966 in se uporablja za koncerte, modne revije in kongrese. Metropolis Arena, namenjena velikim koncertom, ima 3546 sedežev. Druge velike dvorane so Makedonska opera in balet (800 sedežev), Narodno gledališče (724) in Dramsko gledališče (333). Obstajajo tudi druga manjša prizorišča, kot sta Albansko gledališče in Mladinsko gledališče. Gradita se turško gledališče in filharmonična dvorana.

### Muzeji
Največji muzej v Skopju je Muzej Republike Severne Makedonije, ki podrobno opisuje zgodovino države. Posebej bogate so njegove zbirke ikon in lapidarij. 
Makedonski arheološki muzej, odprt leta 2014, hrani nekaj najboljših arheoloških najdb v Severni Makedoniji, ki segajo od prazgodovine do otomanskega obdobja. 
Narodna galerija Makedonije razstavlja slike iz obdobja od 14. do 20. stoletja v dveh nekdanjih turških kopelih Stare čaršije. Muzej sodobne umetnosti je bil z mednarodno pomočjo zgrajen po potresu leta 1963. Njegove zbirke vključujejo makedonsko in tujo umetnost z deli Fernanda Légerja, Andréja Massona, Pabla Picassa, Hansa Hartunga, Victorja Vasarelyja, Alexandra Calderja, Pierra Soulagesa, Alberta Burrija in Christa.
Mestni muzej Skopje je znotraj ostankov stare železniške postaje, ki jo je leta 1963 uničil potres. Posvečena je krajevni zgodovini in ima štiri oddelke: arheološki, etnološki, zgodovinski in umetnostnozgodovinski. Spominska hiša Matere Tereze je bila zgrajena leta 2009 na mestu prvotne cerkve, v kateri je bila svetnica krščena. Muzej makedonskega boja je posvečen sodobni nacionalni zgodovini in boju Makedoncev za svojo neodvisnost. V bližini je spominski center holokavsta za makedonske Jude. Makedonski prirodoslovni muzej razstavlja okoli 4000 predmetov, medtem ko je 12 ha velik živalski vrt v Skopju dom 300 živalim.

### Arhitektura
Čeprav je bilo Skopje skozi svojo zgodovino večkrat uničeno, ima še vedno veliko zgodovinskih znamenitosti, ki odražajo zaporedne okupacije mesta. Skopje ima enega največjih osmanskih urbanih kompleksov v Evropi, s številnimi osmanskimi spomeniki, ki še vedno služijo svojemu prvotnemu namenu. Po potresu leta 1963 je bil tudi teren za modernistične eksperimente v 20. stoletju. V začetku 21. stoletja je ponovno predmet množičnih gradbenih akcij, zahvaljujoč projektu »Skopje 2014«. Skopje je torej okolje, kjer sobivajo stare, nove, napredne, reakcionarne, vzhodne in zahodne perspektive.
Skopje ima nekaj ostankov prazgodovinske arhitekture, ki jih je mogoče videti na neolitskem najdišču Tumba Madžari. Na drugi strani mesta ležijo ostanki antičnega Scupija z ruševinami gledališča, term in bazilike. Skopski akvadukt med Scupijem in mestnim središčem je precej skrivnosten, saj datum njegove izgradnje ni znan. Zdi se, da so ga zgradili Bizantinci ali Turki, vendar je bil že v 16. stoletju neuporaben. Sestavljen je iz 50 lokov, obdelanih v kamnu in opeki.
Skopska trdnjava je bila večkrat obnovljena, preden jo je uničil potres leta 1963. Od takrat so ji povrnili srednjeveško podobo. Je edini srednjeveški spomenik v Skopju, vendar več cerkva po mestu ponazarja vardarsko arhitekturno šolo, ki je cvetela okoli leta 1300. Med temi cerkvami so tiste okoli kanjona Matka (cerkve sv. Nikolaja, sv. Andreja in Matka). Cerkev sv. Pantelejmona v Gornih Nerezih je iz 12. stoletja. Njene ekspresivne freske napovedujejo zgodnje italijansko renesančno slikarstvo.
Primeri osmanske turške arhitekture so na Stari čaršiji. Mošeje v Skopju so običajno preproste zasnove, s kvadratnim tlorisom ter eno kupolo in minaretom. Tam je vhod običajno poudarjen s portikom, kot na mošeji Mustafe Paše iz 15. stoletja. Nekatere mošeje kažejo nekaj izvirnosti v svojem videzu: mošeji Sultana Murada in Yahya paša sta izgubili kupolo in imata piramidasto streho, medtem ko ima mošeja Isa Beya pravokotno osnovo, dve kupoli in dve stranski krili. Aladža mošeja je bila prvotno prekrita z modro fajanso, ki pa je izginila v velikem požaru leta 1689. Nekaj ploščic je še vidnih na sosednji türbi. Drugi turški javni spomeniki so stolp z uro iz 16. stoletja, bezistan, trije karavanseraji, dve turški kopeli in Kamniti most, ki je prvič omenjen leta 1469.
Najstarejši cerkvi v mestnem jedru, cerkev Vnebohoda in sv. Dimitrija, sta bili zgrajeni v 18. stoletju, po velikem požaru leta 1689. Obe sta bili prenovljena v 19. stoletju. Posebej majhna je cerkev Gospodovega vnebohoda, ki je napol vkopana, da se ne spregleda sosednjih mošej. V 19. stoletju je bilo zgrajenih več novih cerkva, vključno s cerkvijo Marijinega rojstva, ki je velika triladijska stavba, ki jo je zasnoval Andrej Damjanov.
Po letu 1912, ko je bilo Skopje priključeno Srbiji, je mesto postalo drastično zahodnjaško. Premožni Srbi so zgradili dvorce in mestne hiše, kot je palača Ristiḱ iz leta 1926. Arhitektura tistega časa je zelo podobna srednjeevropski, le da so nekatere stavbe bolj kreativne, na primer neomavrska Arabska hiša in neobizantinska Železniška postaja, obe zgrajeni leta 1938. Modernizem se je pojavil že leta 1933 z nekdanjim Etnografskim muzejem (danes Mestna galerija), ki ga je zasnoval Milan Zloković. Vendar se je modernistična arhitektura v Skopju popolnoma razvila šele po potresu leta 1963. Rekonstrukcijo mestnega jedra je delno načrtoval Japonec Kenzo Tange, ki je zasnoval novo železniško postajo. Pri obnovi so sodelovali tudi makedonski arhitekti: Georgi Konstantinovski je projektiral stavbo Mestnega arhiva leta 1968 in Dom Goce Delčev leta 1975, Janko Konstantinov pa Telekomunikacijski center in glavno pošto (1974–1989). Slavko Brezovski je načrtoval cerkev sv. Klementa Ohridskega. Ti dve stavbi sta znani po svoji izvirnosti, čeprav ju neposredno navdihuje brutalizem.
Obnova je Skopje spremenila v pravo modernistično mesto z velikimi stanovanjskimi bloki, strogimi betonskimi stavbami in razpršenimi zelenimi površinami. Mestno središče je veljalo za sivo in neprivlačno mesto, ko so lokalne oblasti leta 2010 razkrile projekt »Skopje 2014«. Načrtovala je postavitev velikega števila kipov, fontan, mostov in muzejev v vrednosti približno 500 milijonov evrov.
Projekt je sprožil polemike: kritiki so nove znamenite stavbe opisali kot znake reakcionarne historicistične estetike. Vlado so kritizirali tudi zaradi stroškov in zaradi prvotnega pomanjkanja zastopanosti narodnih manjšin pri pokritju niza kipov in spomenikov. Vendar pa so bili predstavniki manjšin od takrat vključeni med spomenike. Shema je obtožena, da je Skopje spremenila v zabaviščni park, kar velja za nacionalistični kič , Skopje pa je naredilo za primer, kako se konstruirajo nacionalne identitete in kako se ta konstrukcija zrcali v urbanem prostoru. 

## Galerija
- Kamniti most zvečer
- Vhod v Staro čaršijo
- Skopska trdnjava Kale
- Stolna cerkev sv. Klimenta
- Spomenik Aleksandru Velikemu
- Triumfalna vrata Makedonija
- Spomenik makedonskima revolucionarjema Goceju Delčevu in Dameju Gruevu
- Stara železniška postaja
- Skopski akvadukt na obrobju mesta
- Spominska hiša Matere Terezije
- Kapan An
- Suli Han
- Glavni trg
- Arena Tošeta Proeskega
- Poslovna stavba Soravia centar
- Pročelje modernega letališča Aleksander Veliki Skopje
- Panorama Skopja

## Pobratena mesta
Skopje je pobrateno z:
- Bradford, Združeno kraljestvo (od 1961)
- Dijon, Francija (od 1961)
- Dresden, Nemčija (od 1967)
- Tempe, Arizona, ZDA (od 1971)
- Roubaix, Francija (od 1973)
- Waremme, Belgija (od 1974)
- Nürnberg, Nemčija (od 1982)
- Šlef, Alžirija (od 1983)
- Nančang, Kitajska (od 1985)
- Manisa, Turčija (od 1985)
- Suez, Egipt (od 1985)
- Pittsburgh, ZDA (od 2002)
- Carigrad, Turčija (od 2003)
- Ljubljana, Slovenija (od 2007)
- Podgorica, Črna gora (od 2007)
- Zaragoza, Španija (od 2008)
- Zagreb, Hrvaška (od 2011)
- Tirana, Albanija (od 2016)
- Sarajevo, Bosna in Hercegovina (od 2017)

### Partnerstvo
- Ankara, Turčija (od 1995)[94]
- Beograd, Srbija (od 2012)[95]